# Механизам са Антикитере
Механизам са Антикитере је уређај за који се верује да је антички механички калкулатор (такође се описује као први „механички рачунар“) који је служио за рачунање астрономских позиција. Открио га је 1901. године ловац на морске сунђере у олупини потопљеног трговачког брода код грчког острва Антикитера, између Китере и Крита. 17. маја 1902. је тадашњи управник Археолошког музеја у Атини, археолог Валериос Стаис први открио његову намену приметивши да уређај има уграђен точак са видљивим натписима астрономских термина. Датиран је у 82. п. н. е. Анализе текста пронађеног уз механизам сугеришу да је апарат коришћен 15-20 година пре тога. Технолошки артефакти сличне сложености нису се појављивали наредних хиљаду година.
Димензије механизма су 33 cm (висина), 17 cm (ширина) и 9 cm (дебљина). Направљен је од бронзе и смештен у оквир од дрвета. На њему је исписан текст од око 3.000 слова, који је дешифрован у последњих пар година. Текст је нека врста упутства за употребу, са одељцима о астрономији, географији и механици. Остаци механизма са Антикитере се чувају у Националном археолошком музеју у Атини. 
Британски научник и историчар Дерек де Сола Прајс објавио је 1952. године рад у којем је објаснио астрономску намену овог механизма. Он је закључио да Антикитера механизам представља симулатор кретања планета око Сунца и да се може назвати првим аналогним рачунаром. 
Апарат има 30 сачуваних зупчаника (претпоставља се да их је укупно било 37). Зуби зупчаника имају облик једнакостраничног троугла. Датум би се у машину унео механички, а апарат би дао податке о положају Сунца, Месеца и друге астрономске податке. Није још извесно да ли се механизам заснивао на геоцентричном или хелиоцентричном принципу. Имао је 3 главна кружна индикатора, један напред, и два позади. Предњи индикатор је био подељен на секторе месеци године египатског календара. Унутар њега, постојала је подела са грчким симболима зодијака. Јулијански календар је уведен у употребу 50-100 година после настанка овог апарата. Спреда су постојале бар три казаљке, једна за датум, а друге две као индикација положаја Сунца и Месеца. Механизам је дизајниран тако да узима у обзир променљиву угаону брзину Месеца и приказује његове фазе на сферном моделу. 